# Urocitellus brunneus
Espèce
Statut de conservation UICN

 EN  : En danger
Urocitellus brunneus est une espèce de mammifères rongeurs de la famille des Sciuridés. Elle est endémique de l'état d'Idaho aux États-Unis